# Alessandro Romele
Alessandro Romele (Iseo, 30 augustus 2003) is een Italiaans wielrenner.

## Carrière
Als tweedejaars junior werd Romele in 2021 nationaal kampioen op de weg, voor Edoardo Zamperini en Federico Biagini. In de wegwedstrijd op het Europese kampioenschap eindigde hij op de elfde plek.
In 2022, zijn eerste jaar als belofte, maakte Romele de overstap naar Team Colpack Ballan. In zijn eerste seizoen bij die ploeg werd hij onder meer vierde in het nationale kampioenschap voor beloften en nam hij deel aan de Ronde van Friuli-Venezia Giulia. In het voorjaar van 2023 won hij de Gran Premio della Liberazione, een eendagskoers voor beloften. Later dat jaar won hij de zesde etappe in de Giro Next Gen.
In 2024 maakte Romele de overstap naar de opleidingsploeg van Astana Qazaqstan. In maart won hij twee etappes en het jongerenklassement in de Ronde van Rhodos. In het algemeen klassement bleef enkel André Drege hem voor. In de beloftenversie van Gent-Wevelgem eindigde hij op de negentiende plaats.

## Overwinningen
2021
 Italiaans kampioen op de weg, Junioren
2023
Gran Premio della Liberazione
6e etappe Giro Next Gen
2024
2e en 3e etappe Ronde van Rhodos
Jongerenklassement Ronde van Rhodos

## Resultaten in voornaamste wedstrijden
|      | \| Jaar \| Ronde van Vlaanderen \| Parijs-Roubaix \| Strade Bianche \| Parijs-Tours \| \| ---- \| -------------------- \| -------------- \| -------------- \| ------------ \| \| 2024 \| \| \| \| 33e \| \| 2025 \| opgave \| 72e \| 63e \| \| |                |                |              |
| Jaar | Ronde van Vlaanderen | Parijs-Roubaix | Strade Bianche | Parijs-Tours |
| 2024 | |                |                | 33e          |
| 2025 | opgave | 72e            | 63e            |              |

## Ploegen
- 2022 –  Team Colpack Ballan
- 2023 –  Team Colpack Ballan CSB
- 2024 –  Astana Qazaqstan Development Team
- 2025 –  XDS Astana Team